# Martensopsalis dogny
 (mars 2023).
Genre
Espèce
Martensopsalis dogny, unique représentant du genre Martensopsalis, est une espèce d'opilions eupnois de la famille des Neopilionidae.

## Distribution
Cette espèce est endémique de Nouvelle-Calédonie. Elle se rencontre à Sarraméa sur le plateau de Dogny.

## Description
Le mâle holotype mesure 1,38 mm de long et  1,14 mm de large et la femelle paratype 1,66 mm de long et  1,12 mm de large.

## Systématique et taxinomie
Cette espèce a été décrite par Giribet et Baker en 2021.
Ce genre a été décrit par Giribet et Baker en 2021 dans les Neopilionidae.

## Étymologie
Son nom d'espèce lui a été donné en référence au lieu de sa découverte, le plateau de Dogny.
Ce genre est nommé en l'honneur de Jochen Martens .

## Publication originale
- Giribet, Baker & Brouste, 2021 : « Martensopsalis, a new genus of Neopilionidae from New Caledonia (Opiliones: Eupnoi). » Zootaxa, no 4984, p. 98–107.